# Battaglia dello Stretto di Badung
La battaglia dello stretto di Badung venne combattuta nella notte tra il 18 e il 19 febbraio 1942 nelle acque dell'omonimo braccio di mare posto tra l'isola di Bali e quella di Nusa Penida, nelle allora Indie orientali olandesi: una squadra navale dell'ABDA Command composta da unità olandesi e statunitensi, sotto il comando del contrammiraglio Karel Doorman, cercò di intercettare le navi giapponesi intente a sbarcare truppe sull'isola di Bali, venendo però respinta nonostante la superiorità numerica e perdendo nell'azione un cacciatorpediniere olandese e subendo danni ad altre unità.

## Antefatti
Nel febbraio del 1942 le forze giapponesi iniziarono a dilagare verso sud nelle Indie orientali olandesi, travolgendo le difese degli Alleati; dopo aver completato l'occupazione del Borneo e di Celebes, le forze nipponiche puntarono a isolare l'importante isola centrale di Giava, sede delle principali forze Alleate nella regione, accerchiandola dai due lati: il 14 febbraio truppe anfibie e aviotrasportate attaccarono la parte meridionale dell'isola di Sumatra, a ovest di Giava, mentre nelle prime ore del 19 febbraio la "4ª Forza d'attacco a sorpresa" del retroammiraglio Kyūji Kubo, composta dall'incrociatore leggero Nagara, sette cacciatorpediniere e due navi da trasporto, sbarcò un battaglione di fanteria della 48ª Divisione sulla costa dell'isola di Bali, a est.
L'invasione di Bali, un'azione facile per i giapponesi visto che la guarnigione olandese dell'isola era stata in gran parte inviata a collaborare alla difesa di Giava, non poteva essere ignorata dalle forze dell'ABDA Command: Bali disponeva di un campo d'aviazione da cui i velivoli giapponesi potevano agevolmente attaccare l'importante base navale di Sorebaja. Quello stesso 19 febbraio i sommergibili USS Seawolf (statunitense) e HMS Truant (britannico) tentarono di attaccare il convoglio giapponese ma furono respinti dai cacciatorpediniere di scorta; più tardi, bombardieri Boeing B-17 Flying Fortress statunitensi attaccarono le unità nipponiche, riuscendo a danneggiare gravemente la nave da trasporto Sagami Maru. Preoccupati per la loro posizione esposta, i giapponesi affrettarono le operazioni di sbarco: l'incrociatore Nagara e tre cacciatorpediniere lasciarono subito le acque di Bali, mentre la nave da trasporto Sasago Maru ricevette ordine di salpare non appena recuperati i mezzi anfibi, sotto la scorta dei cacciatorpediniere Asashio e Oshio; la danneggiata Sagami Maru ricevette l'ordine di dirigere verso acque sicure non appena possibile, sotto la protezione dei cacciatorpediniere Arashio e Michishio.
Sperando di replicare la fortunata azione di Balikpapan del gennaio precedente, quando un'incursione notturna di cacciatorpediniere statunitensi aveva provocato severe perdite a un convoglio di navi da trasporto giapponesi, il contrammiraglio olandese Karel Doorman, comandante della squadra navale da battaglia dell'ABDA, progettò di attaccare le unità nipponiche nella notte tra il 19 e il 20 febbraio con il grosso delle sue forze. Danni riportati nei precedenti scontri e incombenze minori avevano però ridotto e disperso le forze navali Alleate, obbligando l'ammiraglio a impiegarle in gruppi separati: gli incrociatori leggeri olandesi Hr. Ms. De Ruyter e Hr. Ms. Java, scortati da quattro cacciatorpediniere (due olandesi e due statunitensi, ridotti a tre dopo che lo Hr. Ms. Kortenaer fu costretto a tornare indietro per aver urtato il fondale uscendo dal porto), sarebbero salpati da Tjilatjap, a sud di Giava, mentre l'incrociatore Hr. Ms. Tromp e quattro cacciatorpediniere statunitensi si sarebbero diretti a Bali da Sorebaja; un terzo gruppo, con sette motosiluranti olandesi, si sarebbe aggiunto più tardi.

## Ordine di battaglia
Forze ABDA:
Contrammiraglio Karel Doorman
- Primo gruppo
  - Incrociatori leggeri Hr. Ms. De Ruyter (ammiraglia) e Hr. Ms. Java
  - Cacciatorpediniere Hr. Ms. Piet Hein, USS John D. Ford, USS Pope
- Secondo gruppo
  - Incrociatore leggero Hr. Ms. Tromp
  - Cacciatorpediniere USS John D. Edwards, USS Parrott, USS Pillsbury, USS Stewart
- Terzo gruppo
  - Motosiluranti TM-5, TM-8, TM-9, TM-10, TM-11, TM-13, TM-15

 Marina imperiale giapponese:

Retroammitaglio Kyūji Kubo
- 4ª Forza d'attacco a sorpresa
  - Cacciatorpediniere Asashio, Oshio, Arashio, Michishio
  - Navi da trasporto Sasago Maru, Sagami Maru

## Lo scontro

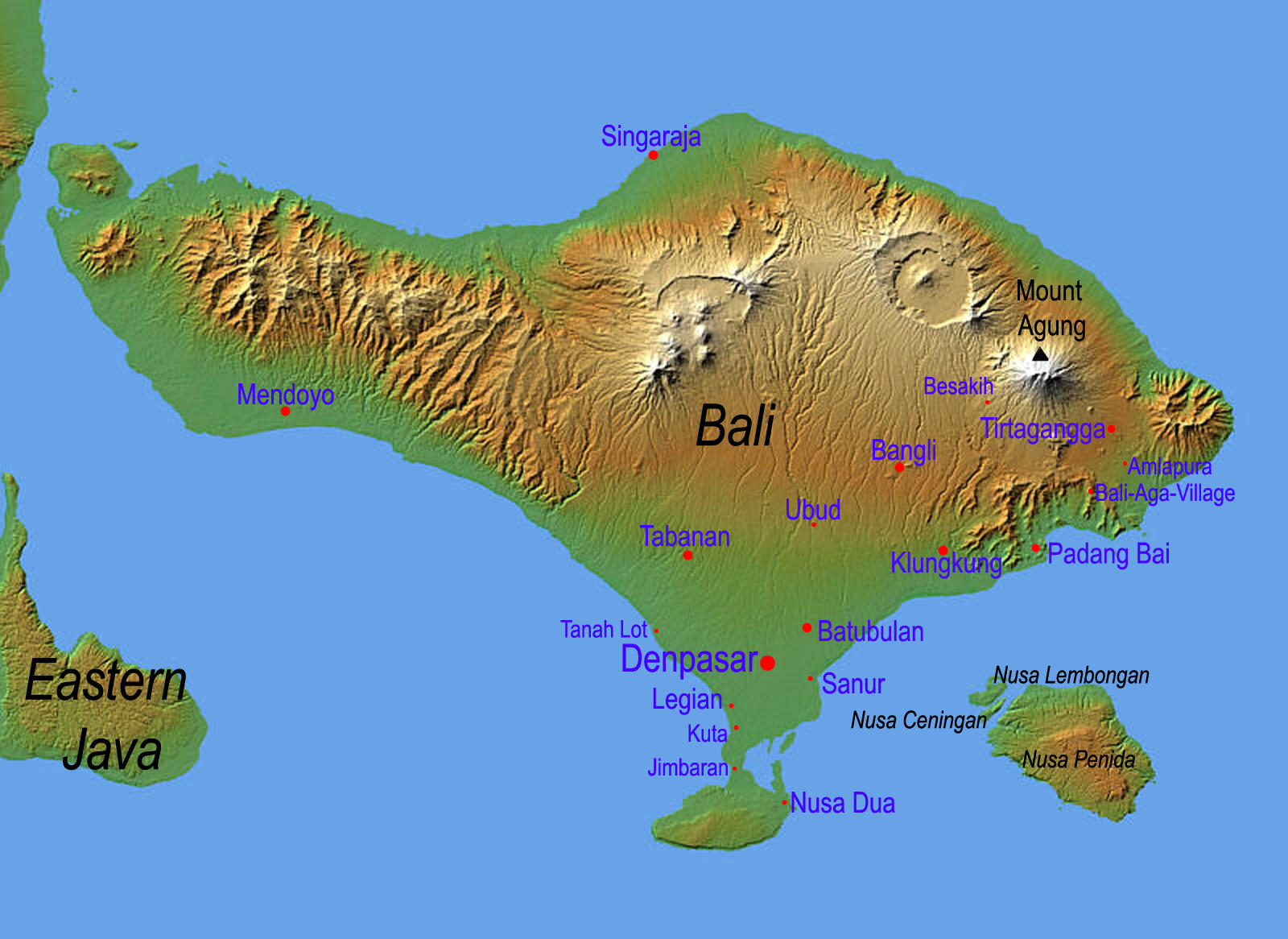
Carta dell'isola di Bali; lo stretto di Badung è il braccio di mare che separa Bali dall'isola di Nusa Penida a sud-est

Verso le 21:30 del 19 febbraio le unità del primo gruppo delle forze alleate, guidate dallo stesso ammiraglio Doorman, giunsero in vista della punta meridionale di Bali: il mare era calmo, e la squadra imboccò lo stretto di Badung a una velocità di 27 nodi con i due incrociatori in testa seguiti dai tre cacciatorpediniere. Intorno alle 22:20 le due navi di testa incapparono nella prima unità giapponese, il cacciatorpediniere Asashio, sul lato di babordo: il De Ruyter aveva i cannoni puntati sull'altro lato e non sparò, mentre il Java esitò un attimo in attesa di ordini prima di aprire il fuoco verso le 22:25, dopo aver avvistato anche il secondo cacciatorpediniere Oshio e il trasporto Sasago Maru, a una distanza di circa 2 000 metri. Preso di sorpresa, lo Asashio cercò di individuare la fonte dei colpi che gli piovevano vicino tramite il suo riflettore, ma non riuscì a inquadrare i due incrociatori che procedevano veloci verso nord-est: l'alta velocità e la difficoltà a individuare nell'oscurità bersagli posti contro la massa scura dell'isola di Bali fecero sì che il fuoco del Java risultasse molto impreciso, con solo un colpo messo a segno sulla Sasago Maru; dopo appena pochi minuti dal contatto le unità giapponesi scomparvero alla vista, e i due incrociatori si allontanarono dal luogo dello scontro procedendo verso nord-est.
Circa 5 metri dietro il Java, il cacciatorpediniere olandese Piet Hein guidava la fila delle unità di scorta alleate quando verso le 22:30 incappò nelle unità giapponesi reduci dallo scontro con gli incrociatori: l'unità olandese stese una cortina fumogena (probabilmente per errore), poi aprì il fuoco con i cannoni e lanciò tre siluri verso la nave da trasporto giapponese, ma finì ben presto sotto il fuoco dei cacciatorpediniere Asashio e Oshio e forse anche delle due unità statunitensi che la seguivano, confuse dal fumo; il Piet Hein subì danni alla sala macchine che lo immobilizzarono, e intorno alle 22:40 fu colpito da un siluro Type 93 dello Asashio che ne provocò l'immediato affondamento. I due cacciatorpediniere statunitensi Ford e Pope ingaggiarono un confuso scambio di colpi e salve di siluri con le unità giapponesi senza causare o subire danni, finché verso le 23:10 decisero di allontanarsi procedendo verso sud invece che seguire gli incrociatori di Doorman verso nord; mentre rientravano al loro ancoraggio nell'oscurità, i due cacciatorpediniere giapponesi si scambiarno reciprocamente per unità nemiche e aprirono il fuoco l'uno contro l'altro per alcuni minuti, senza tuttavia colpirsi.

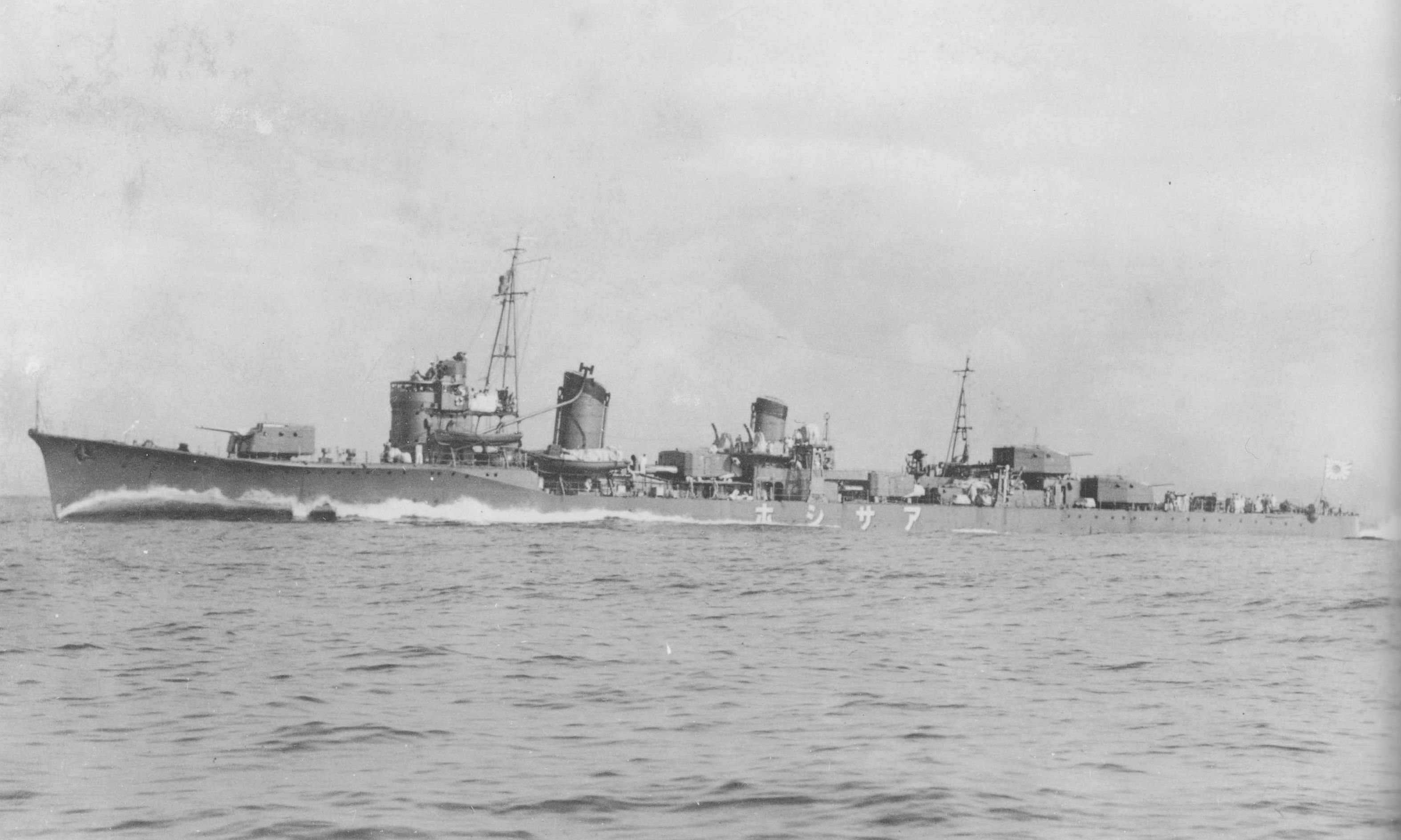
Il cacciatorpediniere giapponese Asashio

Il secondo gruppo di navi alleate, con l'incrociatore olandese Tromp preceduto dai quattro cacciatorpediniere statunitensi, arrivò nello stretto verso le 01:00 del 20 febbraio, senza aver ricevuto indicazioni dalle unità del primo gruppo: le navi giapponesi si trovavano ancora nella stessa zona, probabilmente in attesa che la Sasago Maru riparasse i danni riportati nel primo scontro. Ancora una volta le unità alleate ottennero la sorpresa: verso le 01:30 i cacciatorpediniere Stewart, Parrott e Pillsbury, seguiti poi anche dallo Edwards, aprirono il fuoco sull'ancoraggio delle unità nippoiche, ingaggiando un combattimento con lo Asashio e lo Oshio; verso le 01:46 lo Stewart ricette due colpi di cannone che provocarono un morto e un ferito tra l'equipaggio oltre a danni alla sala macchine, mentre il Parrott e il Pillsbury evitarono di poco una collisione nell'oscurità, generando una certa confusione nella formazione statunitense. Intorno alle 02:07, mentre i cacciatorpediniere cercavano di disimpegnarsi manovrando verso est, l'incrociatore Tromp cercò di unirsi allo scontro: ingaggiando un serrato duello a fuoco con i due cacciatorpediniere nipponici, il Tromp fu raggiunto nel giro di sei minuti da 10 o 12 colpi di cannone che provocarono vari danni pur senza riuscire a perforare la corazzatura; all'opposto l'unità olandese piazzò colpi su entrambi i cacciatorpediniere giapponesi, provocando quattro morti sullo Asashio e sette sullo Oshio, che evitò di poco l'esplosione del suo deposito delle munizioni. Il Tromp si disimpegnò cercando di raggiungere i cacciatorpediniere statunitensi che procedevano verso nord-est.
Procedendo verso nord, alle 02:20 le unità statunitensi entrarono in contatto con il secondo gruppo di navi giapponesi, i cacciatorpediniere Arashio e Michishio, in rotta in senso opposto per unirsi ai due compagni: le unità giapponesi aprirono il fuoco sullo Edwards e sul danneggiato Stewart, ma subirono il fuoco di risposta prima del Pillsbury e poi del Tromp, il quale colpì il Michishio provocando gravi danni oltre a 13 morti e 83 feriti; le due formazioni si allontanarono poi reciprocamente procedendo alla massima velocità e il combattimento ebbe termine. La terza formazione di navi alleate, composta dalle motosiluranti olandesi, assistette ai combattimenti sostenuti dal gruppo del Tromp, ma nonostante i suoi tentativi non riuscì a raggiungere una posizione idonea a lanciare un attacco e si ritirò al sorgere del sole.

## Conseguenze
Lo scontro dello stretto di Badung rappresentò un'occasione mancata per le forze dell'ABDA: nonostante la superiorità numerica e l'effetto sorpresa, le navi di Doorman non affondarono nessuna unità giapponese, pur danneggiando tre cacciatorpediniere (il Michishio, in particolare, fu costretto a rientrare in Giappone per le riparazioni) e una nave da trasporto. Di per contro, furono gli Alleati a subire i danni più gravi: oltre alla perdita del Piet Hein, l'incrociatore Tromp fu costretto a lasciare il teatro delle operazioni e a recarsi in Australia per le riparazioni; il danneggiato Stewart fu messo in bacino di carenaggio a Sorebaja, ma l'incalzare dell'avanzata nemica impedì di avviare i lavori di riparazione e l'unità fu autoaffondata il 2 marzo al momento dell'abbandono della città in mano ai giapponesi.
Le operazioni giapponesi a Bali non subirono particolari ritardi a causa della battaglia: la piccola guarnigione di truppe coloniali olandesi capitolò nel giro di pochi giorni e l'aeroporto dell'isola fu catturato intatto.